# René Baudichon
Pour les articles homonymes, voir Baudichon.
René Baudichon, né à Tours le 24 mars 1878 et mort à Paris 12e le 18 juillet 1963, est un sculpteur, médailleur et caricaturiste français.

## Biographie
Petit-neveu de Mgr Joseph Baudichon, qui le baptisera, René Baudichon étudie à l'école des beaux-arts de Tours, puis en 1897 à l'école des beaux-arts de Paris où il est l'élève de Louis-Ernest Barrias, de François-Léon Sicard et de Frédéric de Vernon.
Baudichon est admis au Salon des artistes français en 1903 et y obtient successivement une médaille de bronze en 1904 pour une plaque commémorative exécutée sur une commande de la chambre de commerce de Blois, puis une médaille d'argent en 1914 et une médaille d'or en 1921 et fut classé hors concours en 1921.
Il est membre de la Société artistique et littéraire Le Cornet et signe « Boby » un certain nombre de caricatures entre 1903 et 1923.
Il est inhumé au cimetière de L'Haÿ-les-Roses.

## Œuvres dans les collections publiques
- Tours, musée des beaux-arts : 
  - Les Moissons ;
  - La Route de la vie.

### Sources
- (es) Cet article est partiellement ou en totalité issu de l’article de Wikipédia en espagnol intitulé « René Baudichon » (voir la liste des auteurs).
- Emmanuel Bénézit, Dictionnaire des peintres, sculpteurs, dessinateurs et graveurs, Tome 1, 1976, p. 516.